# NGC 6412
NGC 6412 este o galaxie situată în constelația Dragonul. A fost descoperită în 12 decembrie 1797 de către William Herschel. Se află la o distanță de 22,86 de megaparseci de Pământ.